# Dussartius baeticus
Dussartius baeticus is een eenoogkreeftjessoort uit de familie van de Diaptomidae. De wetenschappelijke naam van de soort is voor het eerst geldig gepubliceerd in 1967 door Dussart.